# Almesbach (Weiden in der Oberpfalz)
Almesbach ist ein Dorf und ein Gemeindeteil von Weiden in der Oberpfalz.

## Geografie

### Lage
Der Ort Almesbach liegt im Weidener Stadtteil Weiden Ost 2. Von der Innenstadt von Weiden ist Almesbach etwa 2,5 Kilometer entfernt. Der Fluss Almesbach fließt südlich unterhalb des Ortes vorbei und südöstlich befindet sich in etwa 1,00 Kilometer Entfernung das Dorf Tröglersricht. Östlich vom Ort erstreckt sich der Fischerberg.

#### Entfernung zu Städten
| Bayreuth (50 Kilometer) | Hof (Saale) (75 Kilometer)                  | Cheb (Eger) Tschechien (50 Kilometer) |
| Nürnberg (80 Kilometer) | Kompassrose, die auf Nachbargemeinden zeigt | Pilsen (Tschechien) (90 Kilometer)    |
| Amberg (30 Kilometer)   | Regensburg (70 Kilometer)                   | Cham (Oberpfalz) (60 Kilometer)       |

### Landesplanung
Der Ort befindet sich in der Planungsregion Oberpfalz-Nord.

## Geschichte
Vermutlich bestand bereits um das Jahr 1000 nach der großen Rodungsperiode eine Siedlung. Erstmals urkundlich erwähnt wurde der Ort jedoch erst 1408 in Weidener Stadtbüchern als Hof „im Albersbach“. Diese Einöde wurde Albrechtsdorf und Albersdorf, später auch Albenbach oder Albersbach genannt. Im 15.Jahrhundert; welches vom Hussitenkrieg und dem Bayerischer Erbfolgekrieg geprägt war, wurde der Hof wahrscheinlich aber wieder aufgelöst.

### Die Mühle
Im Jahre 1578 wird in den Ratsprotokollen erstmals eine Mühle in Albersbach erwähnt. Im Jahr 1582 wurde die Mühle mit zwei Tagwerk Wald und Wismath auf 500 Gulden geschätzt. Ein großer und ein kleiner Stauweiher sorgten für das Wasser, dass die Mühle benötigte. Bewirtschaftet wurde das Anwesen von Pächtern, zuletzt von einem Johann Mulzer. Danach wurde die Mühle in der Zeit des Dreißigjährigen Krieges wieder zerstört. Der Stadtschreiber Hans Georg Alexander Pfannenstiel erwarb das (teils zerstörte) Anwesen im Jahr 1670. Anschließend übernahm wieder ein Pächter die Mühle, die er wieder aufbaute.

### Bekannte Pächter
- Johann Georg Mulzer (1702–1758), im Jahr 1732 wurden zehn Ochsen, vier Kälber, vier Kühe, zwei Geißböcke, eine Geiß, drei Schweine und ein Pferd gehalten.
- Josef Fiedler (1746–1800). Er erneuerte das Wohnhaus.
- Franz Josef Fiedler (1779–1836), im Jahr 1805 wurden drei Pferde, zwölf Ochsen, sechs Kühe, 23 Jungrinder, 65 Altschafe, 21 Lämmer und 15 Schweine gehalten. Außerdem arbeiteten drei Knechte und zwei Mägde im Betrieb.
- Joseph Fiedler (1816–1909), er baute eine kleine Ziegelei und die Mühle wurde „Fiedl-Mühle“ genannt.[2]

## Zuchthof und Lehranstalt
Am 9. September 1901 übernahm der „Zuchtverband für das Bayerische Rotvieh“ das damals 110 Tagwerk große Areal für 61.000 Mark. Daraufhin wurden Mühle, Ziegelei und Stauweiher stillgelegt. Es erfolgte die Umbenennung der „Lumpersmühle“ in „Zuchthof“.
Im Jahr 1805 wurde erstmals im damaligen deutschen Kaiserreich ein Viehhaltungs- und Melkkurs an einer stationären Einrichtung durchgeführt. Der Bau eines Schlaf- und Lehrraum erfolgte im Jahre 1919. Die neuen Stallungen für Rinder und Schweine kamen im Jahr 1927 dazu.
In Almesbach entstand 1929 der erste Geflügelhof der nördlichen Oberpfalz, der bis zum 30. Juni 1971 bestand.
Am 27. Juli 1949 erwarb der Freistaat Bayern den Verbandshof und stellte die Mittel für einen Neubau der Schule bereit.
Almesbach war nun ein staatliches Gut mit angeschlossener Viehhaltungs- und Melkerschule. Die Arbeiten am neuen Gebäude waren bald abgeschlossen und am 27. August 1950 fand vor unzähligen Gästen die Einweihung statt. Die Lehranstalt trägt heute den Namen „Versuchs- und Bildungszentrum für Rinderhaltung Staatsgut Almesbach“.

## Infrastruktur

### Landwirtschaft
| Name                | Ackerland | Grünland | Wald     | Ödland | Hoffläche | Nutzfläche gesamt | Tierbestand   | Beweidung |
| ------------------- | --------- | -------- | -------- | ------ | --------- | ----------------- | ------------- | --------- |
| Staatsgut Almesbach | 79,5 ha   | 44,60 ha | 13,40 ha | 6,8 ha | 3,38 ha   | 148,68 ha         | 140 Milchvieh | saisonal  |

Quelle:
Der Hof Staatsgut Almesbach als Versuchs- und Bildungszentrum von Rinderhaltung ein Teil der Bayerische Staatsgüter und somit in Besitz des Freistaats Bayern.

### Erneuerbare Energie
Das Landgut Almesbach erzeugt mit einigen Photovoltaikanlagen und einer Biogasanlage erneuerbare Energie.
Die Biogasanlage wurde im Jahr 2014 in Betrieb genommen. Sie kann eine elektrische Leistung von 75 kW erreichen. Diese versorgt nicht nur den Hof, sondern speist auch noch Energie in das Stromnetz ein.
- Außerdem gibt es eine Ladesäule für Elektroautos

### Industrie
Im Norden von Almesbach befindet sich auf einer Fläche von Ungefähr 5,35 ha das Betriebsgelände der Firma „Ketonia GmbH Spannbeton-Fertigteilwerk“.

## Persönlichkeiten
- Johann Christoph von Pühel (* 1606 in Weiden in der Oberpfalz; † 1674 in Heidelberg), Diplomat und Jurist, ehemaliger Besitzer der Almesbach Mühle.[2]
- Dr. Heim (* 1865 in Aschaffenburg; † 1938 in Würzburg), Gründer der Zentralgenossenschaft der bayrischen Bauernvereine. „Dr.Heim Weg“ im Ort
- Alois Ferstl, Gutsoberverwalter in Almesbach. „Alois Ferstl Weg“, verbindet  Almesbach mit der Staatsstraße 2166. Von dieser ist eine Weiterfahrt nach Theisseil oder Weiden möglich.
- Paul Baumann Landesökonomierat in Unteraich (Guteneck) bei Nabburg (1912–1933), Landtagsabgeordneter und Landwirt. „Baumannplatz“ Vorplatz der höheren Landbauschule, dem Staatsgut Almesbach.

## Sehenswürdigkeiten
- Almesbacher Bienenlehrpfad[6]

### Naturdenkmale
- Gehölz an Hangkante nördlich Almesbach
- Feldgehölz nördlich Almesbach

### Landschaftsschutzgebiete
- Feld- und Waldgebiet Almesbach - Im Ibelnest - Eichrangen - Fischerberg - Buchrangen-Ebene - Hint. Neuried - Hl. Staude - Sauhübel mit einer Fläche von 770,68 Hektar[7]